# 马尔库斯·埃米利乌斯·雷必达

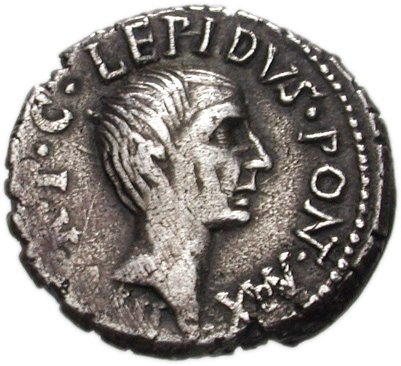
印有雷必达肖像的古罗马貨幣

马尔库斯·埃米利乌斯·雷必达（拉丁语：Marcus Aemilius Lepidus ，约前89年—前13年或前12年），中文或译作“玛尔库斯·埃米里乌斯·列庇都斯”，古罗马贵族政治家，公元前43年开始统治罗马的后三头之一。

## 生平
雷必达为老马尔库斯·埃米利乌斯·雷必达之子。他的父亲在罗马内战时期因卷入反对元老院的阴谋而死。雷必达前往投奔力量不断壮大的凯撒，并成为后者最有力的支持者之一。在恺撒的支持下，雷必达进入政界；他很快在晋升体系中崭露头角。前49年雷必达成为裁判官；当凯撒在西班牙与庞培留驻在那里的主力军队战斗时，是雷必达代替他监管着罗马。前48年~前47年，雷必达负责管辖被恺撒征服的西班牙的一部分。雷必达忠实地为凯撒工作，在凯撒于东方打败庞培之后，他设法让雷必达于前46年当选为执政官。前44年2月，凯撒被元老院宣布为终身独裁官。雷必达被凯撒任命为骑兵长官，这是一个相当于凯撒代理人的重要职务。
雷必达与凯撒的紧密关系因凯撒的突然死亡而终止了。前44年3月15日，以布鲁图为首的共和派元老刺杀了凯撒。密谋者之一的盖乌斯·卡西乌斯·朗基努斯建议把作为凯撒重要助手的雷必达和马克·安东尼也杀了，但布鲁图拒绝了他，他说他们所做的事情是对独裁者的处决，而不是政治阴谋。
在凯撒死后，雷必达选择了追随安东尼。这时具有实力的凯撒派人物有三个：安东尼，雷必达，以及凯撒的甥孙和养子屋大维。前43年10月，他们在波隆那公开结成政治同盟，史称后三头同盟。三巨头的军事能力迫使元老院承认了他们的实力地位，并赋予他们统治罗马5年的合法权力。然而，三巨头很快开始以“公敌宣告”的方式来清除他们的政敌；在这场政治风暴中，有300位元老和2000名骑士被杀。至于共和派的力量，在卡西乌斯与布鲁图死后表面上已经被彻底消灭了。前42年，雷必达第二次任执政官。
后三头同盟是不自然的结盟，它的成员们之间矛盾重重。雷必达的大部分权力很快被另外两人夺走。菲利比战役之后，三头瓜分罗马，雷必达只获得西班牙行省和阿非利加行省。他一直小心翼翼地避免卷入安东尼与屋大维之间的尖锐斗争。5年统治期限结束后，三头成员于前38年通过塔伦图姆条约再次结盟，并获得又一个5年的统治权；这次雷必达在其中恐怕只是挂个名而已。前36年，一次错误的政治举动使屋大维终于找到了踢开雷必达的机会；雷必达被剥夺了军权和政权，只保留了最高祭司的宗教头衔。雷必达退出政界隐居，后来在屋大维统治期间安然去世。
雷必达的妻子尤尼娅是布鲁图的妹妹。在菲利比战役后，雷必达成功地使她免于在剿灭布鲁图残党的行动中被牵连。